# Boto (Jaken)
Boto is een bestuurslaag in het regentschap Pati van de provincie Midden-Java, Indonesië. Boto telt 1165 inwoners (volkstelling 2010).